# 江南牡丹草
江南牡丹草（学名：Gymnospermium kiangnanense），为小檗科牡丹草属下的一个植物种。